# خورشیدگرفتگی ۱۸ مه ۱۹۲۰
خورشیدگرفتگی ۱۸ مه ۱۹۲۰ (به انگلیسی: Solar eclipse of May 18, 1920) یک خورشیدگرفتگی از نوع خورشیدگرفتگی جزئی است. این خورشیدگرفتگی در تاریخ ۱۸ مه ۱۹۲۰ میلادی (‎۲۸ اردیبهشت ۱۲۹۹ خورشیدی) روی داد که زمان اوج آن، ساعت ۶:۱۴:۵۵ به‌وقت ساعت هماهنگ جهانی بوده‌است.